# Brackenridgia
Brackenridgia är ett släkte av kräftdjur. Brackenridgia ingår i familjen Trichoniscidae.
Kladogram enligt Catalogue of Life:
| Brackenridgia | \| \| Brackenridgia acostai \| \| \| \| \| \| Brackenridgia ashleyi \| \| \| \| \| \| Brackenridgia bridgesi \| \| \| \| \| \| Brackenridgia cavernarum \| \| \| \| \| \| Brackenridgia heroldi \| \| \| \| \| \| Brackenridgia palmitensis \| \| \| \| \| \| Brackenridgia reddelli \| \| \| \| \| \| Brackenridgia sphinxensis \| \| \| \| \| \| Brackenridgia villalobosi \| \| \| \| |
|               | \| \| Brackenridgia acostai \| \| \| \| \| \| Brackenridgia ashleyi \| \| \| \| \| \| Brackenridgia bridgesi \| \| \| \| \| \| Brackenridgia cavernarum \| \| \| \| \| \| Brackenridgia heroldi \| \| \| \| \| \| Brackenridgia palmitensis \| \| \| \| \| \| Brackenridgia reddelli \| \| \| \| \| \| Brackenridgia sphinxensis \| \| \| \| \| \| Brackenridgia villalobosi \| \| \| \| |
|               | Brackenridgia acostai |
|               | |
|               | Brackenridgia ashleyi |
|               | |
|               | Brackenridgia bridgesi |
|               | |
|               | Brackenridgia cavernarum |
|               | |
|               | Brackenridgia heroldi |
|               | |
|               | Brackenridgia palmitensis |
|               | |
|               | Brackenridgia reddelli |
|               | |
|               | Brackenridgia sphinxensis |
|               | |
|               | Brackenridgia villalobosi |
|               | |